# Mohinder Lal
Mohinder Lal (Sharanpur, 1 juni 1936 - Calcutta, 1 juni 2004) was een Indiaas hockeyer.
Singh speelde drie finales tegen Pakistan en verloor twee finales en won in 1964 olympisch goud. Lal overleed in 2004 in Spanje.

## Resultaten
- 1960  Olympische Zomerspelen in Rome
- 1962  Aziatische Spelen 1962 in Jakarta
- 1964  Olympische Zomerspelen in Tokio